# 村居正之
村居 正之（むらい まさゆき、1947年4月20日 - ）は、日本画家。日本芸術院会員、日展理事、大阪芸術大学教授美術学科長。金沢美術工芸大学客員教授。

## 来歴
父玄之助 (大正5年10月28日生)と母ハナ江 (大正9年3月21日生)の次男として京都市で生まれる。京都市立日吉ヶ丘高等学校美術工芸コース日本画科卒業後、池田遙邨に師事。

日本芸術院会員、日展理事、大阪芸術大学教授　美術学科長。
2019年に「日照」で恩賜賞・日本芸術院賞受賞。